# Ours Kermode
Ne doit pas être confondu avec Ours blanc.
Pour les articles homonymes, voir Kermode.
Ursus americanus kermodei
Sous-espèce
L'ours Kermode (Ursus americanus kermodei) est une sous-espèce extrêmement rare de l'ours noir qui vit sur la côte centrale de la Colombie-Britannique, dont certains représentants sont appelés ours esprits en raison de leur pelage blanc.
L'ours Kermode a été nommé ainsi en l'honneur de Francis Kermode, un des premiers scientifiques à avoir étudié cet animal unique.

## Aspect physique
L'ours Kermode peut mesurer de 1,30 à 1,80 m, et sa masse varie de 135 à 225 kg. Sa longévité est de 10 à 15 ans.
Un dixième des ours Kermode possède une fourrure blanche et crème. Cette couleur est due à un gène récessif, les yeux de l'ours conservent donc leur couleur naturelle. Il ne s'agit donc pas d'un phénomène d'albinisme, mais de leucisme.

## Biologie

### Habitat
L'ours Kermode vit au cœur de la forêt côtière de la Colombie-Britannique, au Canada, qui couvre 400 km de la côte occidentale du pays, et la région de la forêt Grand Ours où il se trouve couvre de près de 65 000 km2. Celle-ci comprend un vaste réseau de fjords, d'îles très boisées et de montagnes surmontées de glaciers. C´est le territoire des Premières Nations du peuple Tsimshian.

### Comportement
L'ours Kermode se plaît autant sur le sol, dans l'eau que dans les arbres. Très peu familier à l'homme, il s'est parfois laissé approcher sans exprimer de méfiance ou d'agressivité, mais il vaut mieux éviter se retrouver face à lui, car les réactions d'un animal sauvage sont toujours imprévisibles. Il hiberne comme tous ceux faisant partie des Ursidae et se crée une réserve de graisse pendant l'été et l'automne. Il vit en partie la nuit et il est généralement solitaire, mais lors des migrations de saumons, des regroupements « d'opportunité » peuvent se créer entre les individus.

### Régime alimentaire
L'ours se nourrit principalement de fruits, de baies, de pousses, de feuilles, mais aussi de champignons, et régulièrement de petits mammifères et d'insectes. Comme de nombreux membres de la famille des Ursidae, à l'automne, l'ours Kermode consomme beaucoup de saumons, car ils lui permettent de régénérer sa réserve de graisse pour surmonter l'hiver. Quand les rivières sont à sec, l'animal se trouve conséquemment en danger, car sa survie dépend de sa pêche.

### Reproduction
L'ours Kermode se reproduit au printemps tous les deux ou trois ans, car les oursons quittent leur mère dans leur troisième ou quatrième année. Les petits naissent en hiver, dans la tanière maternelle, nus et aveugles. Ils sont allaités jusqu'à leur 18 mois au maximum, avant de s'aventurer à l'extérieur.

### Ours esprits
Le pelage blanc des ours esprits est dû à un gène récessif (le gène MC1R). Bien que proches par le pelage, ces ours ne sont pas de la même espèce que le véritable ours blanc (Ursus maritimus), l'ours Kermode étant une des six sous-espèces de l'ours noir. La plus forte concentration d'ours esprits (quelques centaines) se trouve sur l'île Princess Royal, où environ un individu sur dix porte un pelage blanc crème.

## Lien fort avec les autochtones
Il existe un lien très fort entre les nations autochtones et l'ours Kermode depuis toujours. Celui-ci tient une place importante dans le folklore des Amérindiens. Ce sont d'ailleurs ces derniers qui l'ont nommé pour la première fois, « ours esprit ». Ils ont, depuis l'arrivée des premiers Européens, gardé son existence secrète, craignant l'arrivée de trappeurs et de chasseurs de trophée. La survie de la sous-espèce est donc en grande partie due aux Autochtones. Toutefois, les Amérindiens n'estiment pas ce combat terminé puisqu'ils continuent aujourd'hui la lutte pour la protection de l'ours Kermode, et aussi des autres espèces peuplant la région malgré les protections acquises (en Colombie-Britannique, chasser un ours Kermode est passible d'une amende de 100 000 $ et d'un emprisonnement d'un an pour une première infraction et du double en cas de récidive).
En retour, la protection de l'ours Kermode a bénéficié à l'ensemble de son habitat, la forêt pluviale Great Bear Rainforest : sa présence a permis aux Amérindiens et aux ONG locales d'éviter la construction de terminaux pétroliers jugés néfastes pour l'environnement de cette espèce.
Aujourd'hui, la présence de l'ours profite aux tribus qui, en organisant l'écotourisme autour de celui-ci, ont réussi à faire baisser drastiquement le chômage dans les réserves concernées. La ville de Klemtu par exemple est passé d'un pourcentage de chômage de 80 % à 10 % grâce au tourisme lié à l'observation de l'ours.

## Conservation

### Menaces
L'ours Kermode est principalement menacé à cause de l'abattage des arbres de la forêt montagneuse dont il dépend pour survivre. Ainsi, une association de protection lutte contre ces abattages de forêt pour ne pas déranger l'espèce. De plus, l'ours Kermode est menacé à cause du réchauffement climatique et de la multiplication de parasites qui affecte les effectifs de saumon et les autres animaux faisant partie de son alimentation.

### Protection
L'ours Kermode constitue une préoccupation mineure sur la liste Rouge de l'UICN puisque le nombre d'ours de cette espèce est faible. Néanmoins, l'habitat de l'espèce est protégé au sein de la Great Bear Rainforest, la « forêt pluviale du Grand Ours ». De plus, face aux actes de braconnage ou de chasse à l'ours, le Kermode est partiellement protégé, puisque ces pratiques sont strictement interdites sur un espace de plus de 2 100 km2 , mais le gouvernement de Colombie britannique n'a pas imposé d'interdiction de chasse sur le reste de son territoire.